# Cacosternum namaquense
The Namaqua Caco hoặc Cacosternum namaquense (tên tiếng Anh: Namaqua Dainty Frog) là một loài ếch thuộc họ Petropedetidae.
Loài này có ở Namibia và Nam Phi.
Môi trường sống tự nhiên của chúng là vùng cây bụi khô khu vực nhiệt đới hoặc cận nhiệt đới, sông có nước theo mùa, đầm nước ngọt có nước theo mùa, suối nước ngọt, và vùng nhiều đá.
Chúng hiện đang bị đe dọa vì mất môi trường sống.